# دانشگاه آستین
دانشگاه آستین (انگلیسی: University of Austin) با حروف اختصاری (UATX) یک دانشگاه خصوصی، غیرانتفاعی از کالج‌های هنرهای آزاد در ایالات متحده است که در آستین (تگزاس) واقع شده است.
این دانشگاه یک پردیس در ساختمان تاریخی اسکاربرو در مرکز شهر آستین داشته و اولین گروه مقطع کارشناسی خود را در پاییز سال ۲۰۲۴ میلادی ثبت نام کرده است.
دانشگاه آستین دارای اعتبار دولتی نیست و دانشجویان آن واجد شرایط دریافت کمک دانشجویی فدرال نیستند.
اما مدرک کارشناسی این دانشگاه توسط هیئت هماهنگی آموزش عالی تگزاس تأیید شده است و برای پرداخت شهریهٔ دو کلاس اول، بورسیه تحصیلی کامل عرضه می‌گردد.